# Ingenmandsland (roman)
 For alternative betydninger, se Ingenmandsland (flertydig). (Se også artikler, som begynder med Ingenmandsland)
Ingenmandsland er titlen på en roman fra 2003, skrevet af Kirsten Thorup.
Den handler om de mennesker der lever i Danmark lige nu, og om hvordan familielivet har ændret sig i løbet af det tyvende århundrede.
Romanen følger Carl Sørensen, der bor på et plejehjem, og den giver læseren en mulighed for at følge hovedpersonens barndom og ungdom i tilbageblik.